# Coise
Coise település Franciaországban, Rhône megyében. Lakosainak száma 794 fő (2022. január 1.). Coise Saint-Symphorien-sur-Coise, Châtelus, Saint-Denis-sur-Coise és Larajasse községekkel határos.

## Népesség
A település népességének változása:
| Lakosok száma | 756  | 763  | 787  | 769  | 774  | 778  | 782  | 791  | 794  |
|               | 2013 | 2015 | 2016 | 2017 | 2018 | 2019 | 2020 | 2021 | 2022 |